# Eupanacra busiris
Espèce
Eupanacra busiris est une espèce de lépidoptères de la famille des Sphingidae, sous-famille des Macroglossinae, tribu des Macroglossini, sous-tribu des Macroglossina et du genre Eupanacra.

## Description
L'envergure varie de 68 à 82 mm. L'espèce type se caractérise par une vive couleur verte sur le dessus de la tête et du thorax et une zone verte caractéristique sur la face dorsale de l'aile antérieure qui comprend une large bande costale avec un lobe qui s'étend vers la marge postérieure. Dans les autres sous-espèces, la coloration est plus terne. La marge distale de l'aile antérieure est profondément sinueuse. L'aile postérieure est étroite et la marge costale est clairement dilatée près de la base.

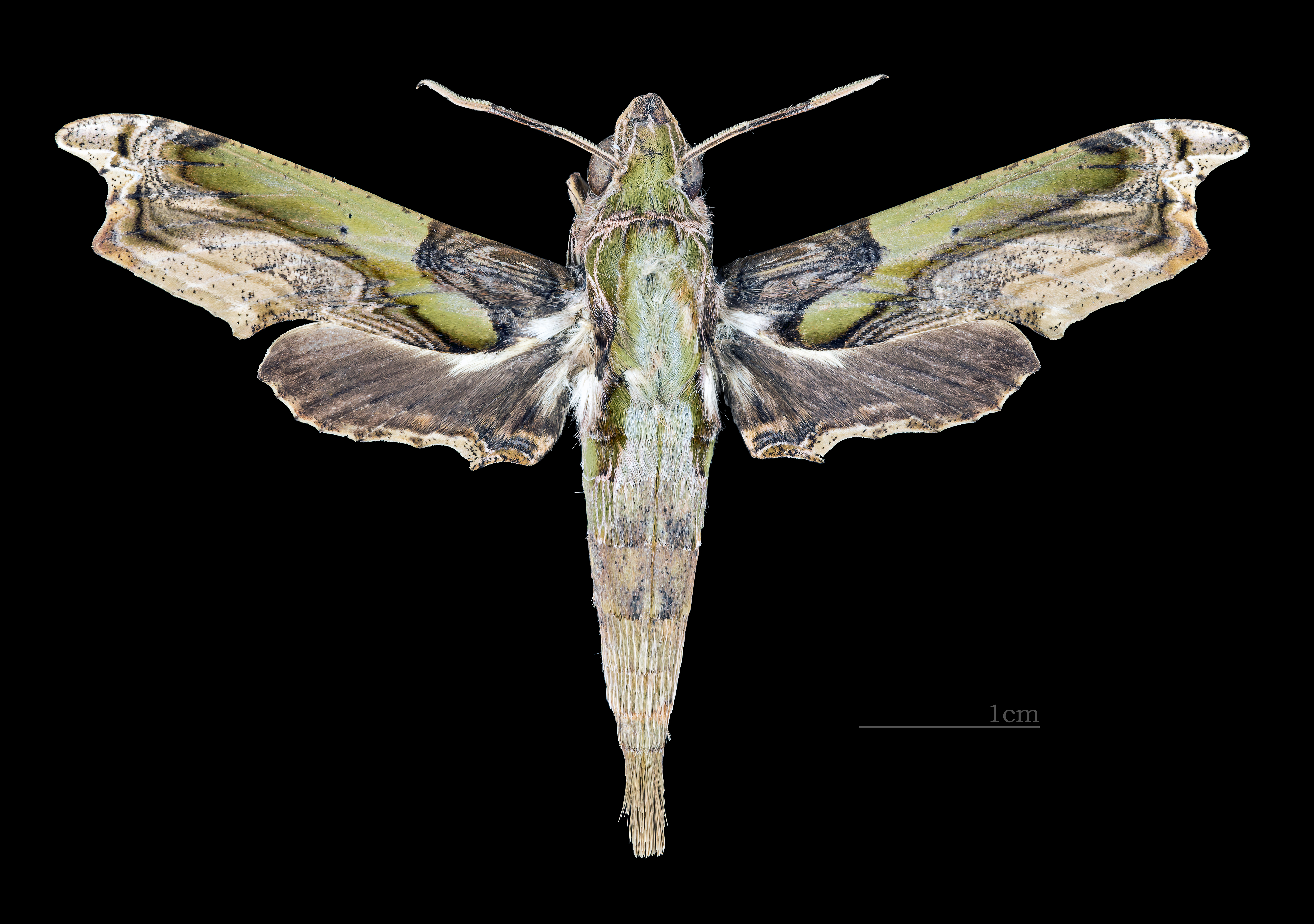
Face dorsale du mâle (coll.MHNT)
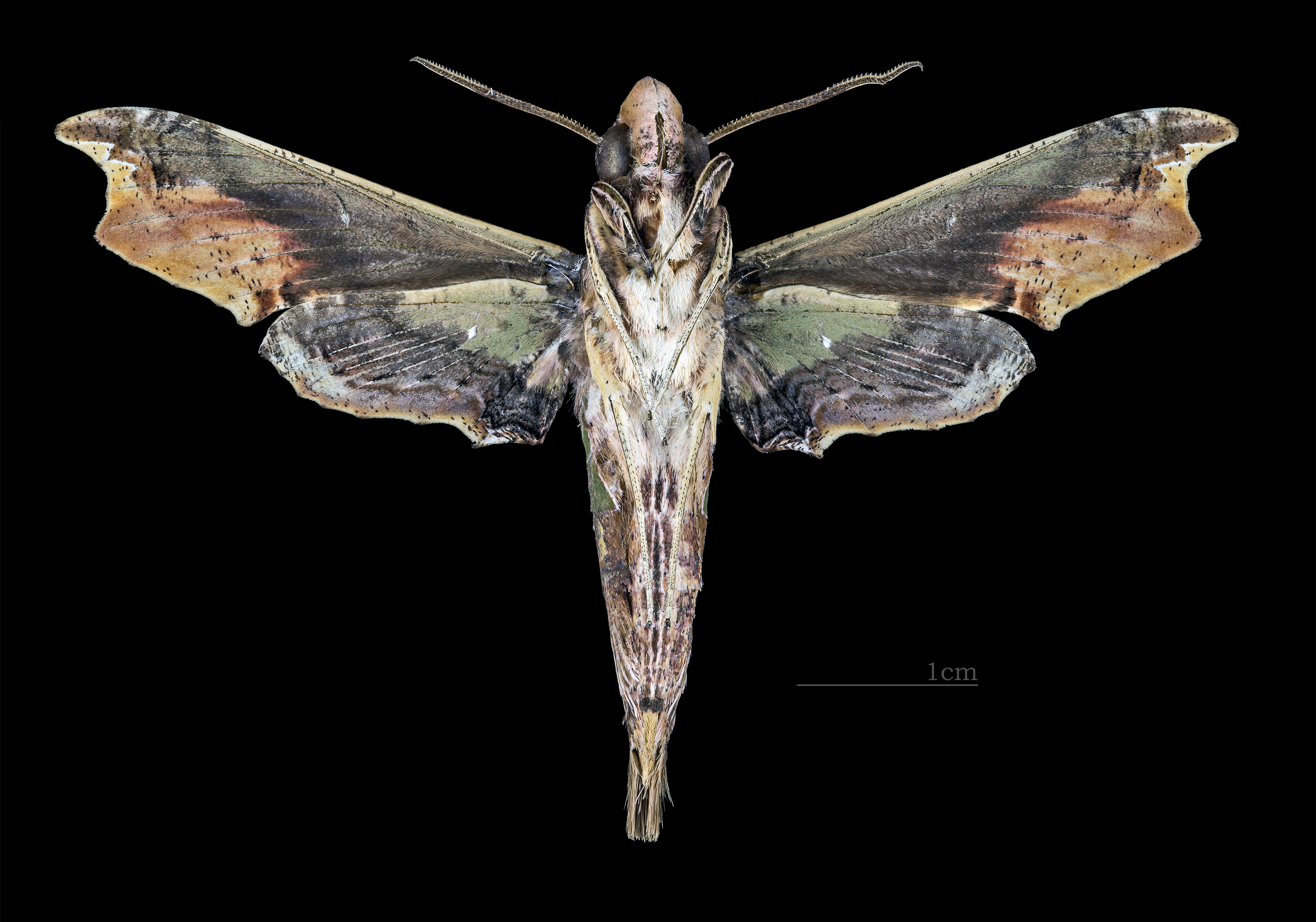
Revers du mâle (coll.MHNT)

## Répartition et habitat
Répartition
L'espèce est connue en Malaisie (péninsule, Sarawak), au Laos, en Indonésie (Sumatra, Java, Kalimantan, Sulawesi), au Népal, dans le Nord-Est de l'Inde, aux îles Andaman, en Birmanie, en Thaïlande, dans le Sud de la Chine, au Vietnam et aux Philippines. Probablement aussi au Sri Lanka.

## Biologie
Les adultes volent de la fin mars à la fin août à Hong Kong. Ils volent au crépuscule et sont attirés par les fleurs de Duranta erecta.
Les chenilles se nourrissent sur  les espèces du genre Lasia et sur Pothos scandens en Inde.

## Systématique
- L'espèce Eupanacra busiris a été décrite par l'entomologiste britannique Francis Walker en 1856, sous le nom initial de Panacra busiris[2].

### Synonymie
- Panacra busiris Walker, 1856 protonyme
- Panacra busiris atima Rothschild & Jordan, 1915
- Panacra busiris marina Rothschild & Jordan, 1915

### Liste des sous-espèces
- Eupanacra busiris busiris (Indonésie (péninsule, Sarawak), Indonésie (Sumatra, Java, Kalimantan, Népal, nord-est de l'Inde, Myanmar, Thaïlande, sud de la Chine et Vietnam)
- Eupanacra busiris atima (Rothschild & Jordan, 1915) (Inde)[3]
- Eupanacra busiris marina (Rothschild & Jordan, 1915) (îles Andaman)[4]
- Eupanacra Busiris myosotis Cadiou & Holloway, 1989 (Sulawesi )
- Eupanacra busiris schuetzi Hogenes & Treadaway, 1996 (Philippines)